# Abra cistula
Abra cistula is een tweekleppigensoort uit de familie van de Semelidae. De wetenschappelijke naam van de soort werd in 1907 gepubliceerd door Melvill & Standen.